# Owls
Owls ist eine US-amerikanische Emo-Band aus Chicago, Illinois.

## Bandgeschichte
Owls formierte sich 2001 zunächst unter dem Namen The Civil War und sollte eine Wiederbelebung der legendären Emo-Formation Cap’n Jazz darstellen, die sich 1995 aufgelöst hatte. So bestand das Line-up von Owls aus den Brüdern Tim Kinsella und Mike Kinsella zusammen mit Victor Villarreal und Sam Zurick. Tim Kinsella und Zurick spielten bereits zusammen bei Joan of Arc, Villarreal und Zurick wiederum spielten schon gemeinsam Instrumental-Rock bei Ghosts and Vodka. Davey von Bohlen, ebenfalls Mitglied der Urformation, hatte die Emo-Band The Promise Ring gegründet und partizipierte daher nicht bei der neuen Aufstellung. Owls brachte zwar bereits 2001 bei Jade Tree Records unter dem Bandnamen einen Longplayer heraus, löste sich aber schon 2002 nach einem Kompilationsbeitrag wieder auf, angeblich aufgrund der Heroinsucht von Victor Villarreal. Während Mike Kinsella nach der Trennung sein Solo-Projekt Owen startete, machten Zurick und Tim Kinsella weiterhin gemeinsam Musik bei Kinsellas Projekt Friend/Enemy. Victor Villarreal gründete Noyes.
2012 entschloss sich die Band zu einem Neubeginn und veröffentlichte 2014 das Album Two.

## Diskografie
Alben
- 2001: Owls (Jade Tree Records)
- 2014: Two (Polyvinyl)

Kompilationsbeiträge
- 2002: We are the Owls – Oil Chicago Punk Refined Compilation (Thick Records)